# ولد کی (جرج تاون)
ولد کی، جرج تاون (انگلیسی: Weld Quay, George Town) یک جاده ساحلی در امتداد خط کرانه شرقی شهر جرج تاون ایالت پنانگ، مالزی است. یکی از معدود مکان‌هایی در سرتاسر دنیا، که به یاد نخست‌وزیر نیوزیلند نامگذاری شده‌است، این جاده بزرگراه تون دکتر لیم چونگ او را به لایت استریت و بیچ استریت در مرکز شهر متصل می‌کند.
ولد کی به عنوان بخشی از پروژه عظیم احیاء زمین در جرج تاون، در اواخر قرن نوزدهم بود، که خط ساحلی را به سمت شرق پیش راند. در دوران اوج حاکمیت بریتانیا، ولد کی محل بندر پنانگ بود، که در آن زمان جزو یکی از بنادر اصلی مالایا قرار داشت. اسکله معروف خاندان چینی در این جاده، در ابتدای امر جهت اقامتگاه کارگران چینی مشغول به کار در این بندر، ساخته شد.